# Entmannung
Der Begriff Entmannung ist einerseits eine Einengung des Begriffs Kastration, ferner jedoch auch in einem umfassenderen Sinn als mit einer Penektomie, also einer Entfernung des Penis, einhergehende Kastration zu verstehen.

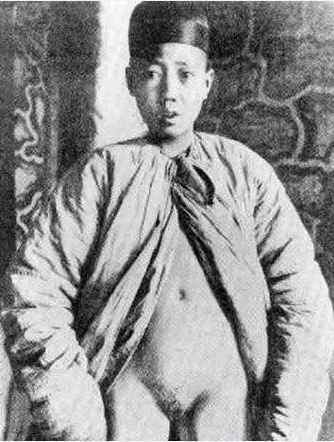
Kastration und Penektomie eines chinesischen Eunuchen der Qing-Dynastie im 19. Jahrhundert

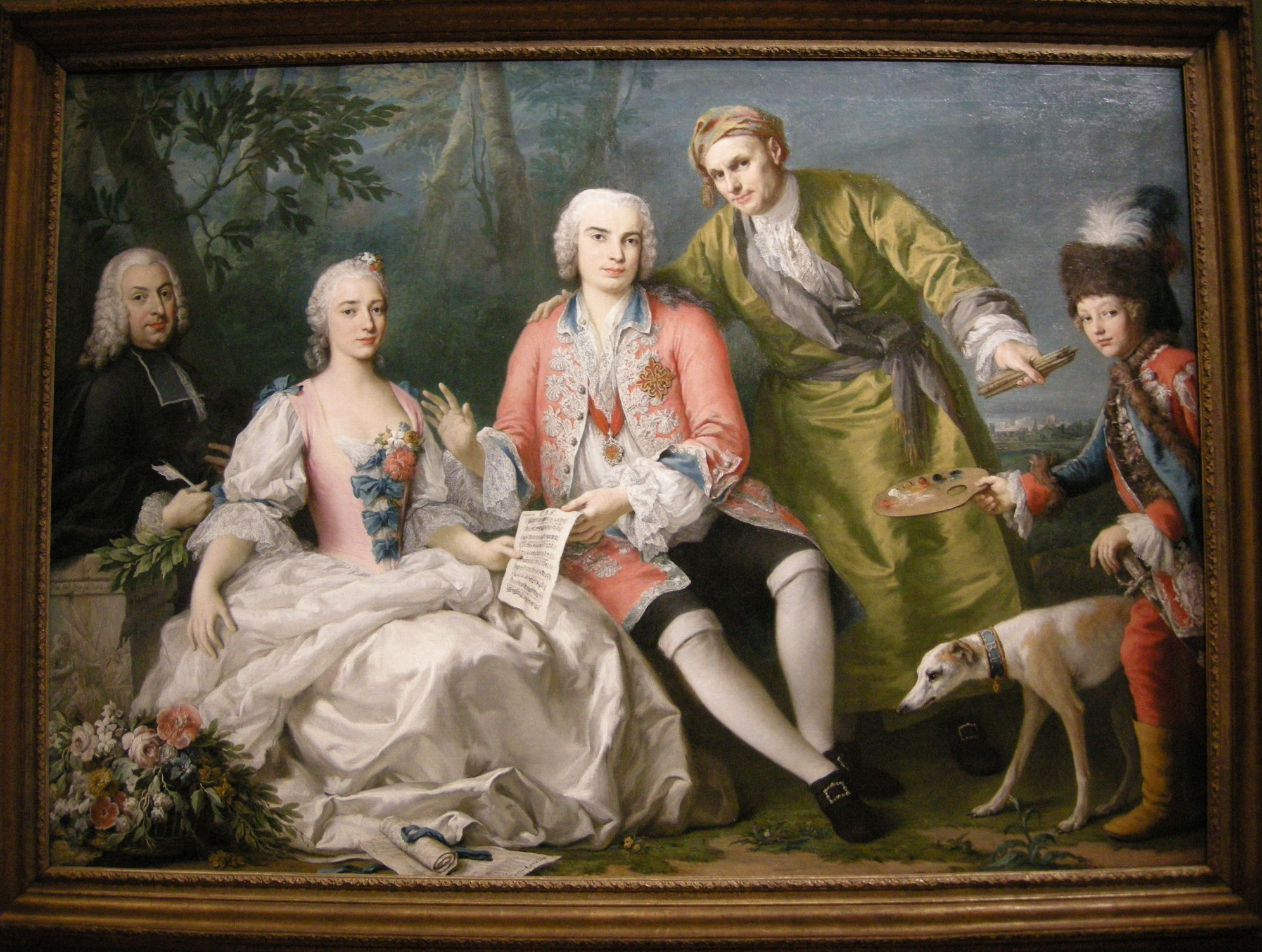
Farinelli mit seinen Freunden – Gemälde des Rokoko, Öl auf Leinwand von Jacopo Amigoni etwa 1750–1752, National Gallery of Victoria. Von links nach rechts: Pietro Metastasio, Teresa Castellini, der Kastratensänger Farinelli und Jacopo Amigoni.

## Medizin
Während „Entmannung“ als veralteter medizinischer Begriff für die Kastration des Mannes mit der Entfernung der männlichen Keimdrüsen steht, stellt die Kastration selbst einen geschlechtsneutralen Begriff dar und ist somit bei der Entfernung der weiblichen Keimdrüsen auch auf Frauen anwendbar.

## Mythologie, Historie, Psychologie
Andererseits ist die Entmannung des Mannes mehr als eine Kastration, zumal darunter oft die gewaltsame Entfernung des Penis – wie bei Uranos und Agdistis in der griechischen und phrygischen Mythologie – als mehr oder weniger umfassende Entmachtung – oder im Falle von Agdistis, auch als Wandlung – zu verstehen ist.
In den Schriften des Altertums wird die Entmannung oft erwähnt. Einigen antiken Autoren zufolge, zum Beispiel bei Ammianus Marcellinus, war die mythische Gestalt der Königin Semiramis die erste Herrscherin, die Eunuchen am Hofe einführte.
Zur Erhaltung der Knabenstimme wurden Kinder kastriert, noch bis zu Beginn des 20. Jahrhunderts wurden Kastratensänger im Päpstlichen Chor der Sixtinischen Kapelle beschäftigt.
In asiatischen Völkern und Kulturen besteht die Legende der „bezahnten Vagina“. Es handelt sich um Frauen mit bezahnten Vaginen, die Penisse abtrennen und entmannen würden. Die Erzählung aus der asiatischen Mythologie wurde von Sigmund Freud in Europa und Amerika bekannt gemacht.
In tiefenpsychologischem Sinn müsse der Mann mit der Entmannung auf sein „Vermögen“ und seine Herrschaftsansprüche verzichten.

## Strafe
Die Entmannung als Strafe kommt im älteren Recht in zwei Ausführungen vor. Sie diente sowohl zur rituellen Vorbereitung der Todesstrafe, wurde aber auch selbständig als verstümmelnde Leibesstrafe angewandt, etwa bei Ehebruch. Nach friesischem Recht bei Diebstahl von Kultgegenständen, salfränkischem Recht bei Vergehen von Knechten und Diebstahl nach erfoltertem Geständnis und bei geschlechtlichen Vergehen (Notzucht, Verkehr mit fremder Magd).
Bei „widernatürlicher Unzucht“, also sexuellen Handlungen mit Tieren oder Homosexualität, wurden Freie ebenfalls mit Entmannung bestraft (so nach westgotischem, norwegischem und friesischem Sendrecht).
Für eine Entmannung als schwere Körperverletzung musste nach den Leges Barbarorum eine Buße bis zur Höhe des Wergeldes geleistet werden.
Im Mittelalter war die Entmannung eine seltene Strafe, kam jedoch bei Sittlichkeitsverbrechen als spiegelnde Strafe vor; der Sachsenspiegel kennt die Entmannung nicht.
Mit der Strafrechtsnovelle von 1933 wurde mit dem Gesetz gegen gefährliche Gewohnheitsverbrecher und über Maßregeln der Sicherung und Besserung vom 24. November auch die Möglichkeit zur Zwangskastration („Entmannung“) nach §§ 42a Nr. 5, 42k StGB eingeführt. Die Vorschrift ist am 4. Februar 1946 weggefallen.